# Amphitecna gentryi
Amphitecna gentryi là một loài thực vật có hoa trong họ Chùm ớt. Loài này được W.C.Burger mô tả khoa học đầu tiên năm 2000.